# Agathomyia brooksi
Agathomyia brooksi är en tvåvingeart som beskrevs av Johnson 1923. Agathomyia brooksi ingår i släktet Agathomyia och familjen svampflugor. Inga underarter finns listade i Catalogue of Life.